# Камсаракан
Камсарака́н (арм. Կամսարական) — армянский дворянский род, который ведёт свою историю от Карен-Пахлевидов, одного из семи великих домов, причисляемого к династии парфянских Аршакидов.

## Территории правления
Династия Камсараканов правила двумя территориями:
- 1.Айрарат-Аршаруник (бывш. Ерасхадзор). Столицей этого княжества был город Ервандашат, основными крепостями были Багаран и Артагерс. Крепость Артагерс вместе со всем гаваром Аршаруник была отнята у Камсараканов царём Аршаком II, и впоследствии сыграла немаловажную роль в армянской истории.
- 2.Ширак, с крепостью Ани (затем стал городом), которая ныне расположена на территории турецкой провинции Карс рядом с армянской границей на берегу реки Ахурян.

## История рода

### Происхождение рода
Своим названием обязан князю Камсару, который умер в 325 году. Также именовался Аршаруни, от имени одного из своих княжеств, чтобы отличаться от родственных родов Абелян, Габелян, Хавенуни и, возможно, Дзюнакан. После VIII века носили фамилию Пахлавуни, в память о своем происхождении.

### Расцвет власти князей Камсараканов
Свой престиж и политические вес Камсараканы получили после падения Аршакидов в 428 г., поскольку они являлись родственниками представителям этого владетельного княжеского рода. По своей политической и военной мощи Камсараканы занимали второе (из четырёх) классовое место в армянской дворянской иерархии, а количество всадников, поставляемых царю Армении Камсараканами, насчитывало 600 всадников.

### Уничтожение княжеского рода Камсараканов царем Аршаком
Зарясь на город Ервандашат и крепость Артагерс, царь Аршак хитростью уничтожил всех Камсараканов. Единственный, кто выжил — это Спандарат Камсаракан, который в знак протеста против своего дяди Нерсеха, брата его отца Аршавира поселился во владениях своей жены, происходившей из рода Аршакуни. Позже согласно уговору с Нерсесом Великим, царь Пап (сын Аршака) вернул Спандарату области Аршаруник и Ширак, однако позиционировал это не как возврат незаконно захваченного имущества, а как награду за заслуги самого Спандарата.

## Политическая деятельность
Географическое расположение княжества Камсараканов предотвратило какое-либо вовлечение их в армяно-иранские отношений. После римской аннексии на западе Армянского царства в 390, Газавон II Камсарак (Gazavon II Kamsarak) перешёл вместе с некоторыми из Камсараканов на сторону иранского вассала, короля восточной Армении. С другой стороны, Камсараканы под правлением Аршавира II (Aršavir II), принимали активное участие в антииранском восстании в 451 г. и позже уже с его сыном и преемником Нарсесом (Narses), в ещё одном антииранском восстании 482-84 гг. В целом они придерживались про-византийской политики и приняли активное участие в жизни этой империи. Трое братьев Камсарак служили генералами на императорской службе во время правления византийского императора Юстиниана I: Нарсес был герцогом в Фиваиде, Аратиус (Aratius или Hrahat) — герцогом Палестины (Adontz, стр. 164, 447-48), а Саак (Sahak (Isaac), был казнен Тотилой, королём остготов в 546 году.

## Представители рода
Камсараканы принимали участие в анти арабском восстании Армении в 771-72. После его провала, они оказались среди жертв этого политического происшествия, и были вынуждены продать свои владениям Багратидам (Багратуни, Bagratids). Тем не менее, в последние годы армянской монархии, как восстановленные Багратидами, они, как князья Пахлавуни Бджни (Bdjni) и Ниг (Nig), вновь поднялись, чтобы играть существенную роль. После уничтожения монархии Багратидов и отречения в 1045-46 князя Григора II (который получил от суда Константинополя ранг Магистроса и должность герцога Месопотамии, Васпуракана, и Тарауна) в пользу императора, Пахлавуни перешли в Армению-в-изгнании в Киликии. Здесь, уже под именем Хетумидов, они доминировали на последнем этапе политической истории Армении как князья Ламброна, а после 1226, как цари Армении. После их исчезновения в 14-м веке, права на армянскую корону перешли по наследству к владетельному роду Лузиньянов (Lusignan), а затем и к дому Савойи (Savoy). Другая ветвь этого дома, Захаряны-Мхаргрдзели, сыграла решающую роль в истории Грузии с XII по XIV в., а потомки этого рода живут по сей день.
Другие представители рода Камсаракан тоже занимали высокие посты и были крупными политическими, научными и культурными деятелями. Исаак, который, похоже, также является членом семьи Камсаракан, был имперским экзархом Италии в 625-43. Нарсес II Камсаракан был председательствующий князь Армении при императоре в 689—691 гг.и занимал высокое византийской положение в куропалате. Ещё один предположительный Kamsarak, патрикий Аршавир (Aršavir/Arsaber), который претендуя на престол, восстал против императора в 808 году. В нашей эпохе Камсараканы также занимали высокие чины. В частности Константин Петросович Камсаракан (1840 г.р.) — генерал-лейтенантом, а его брат Аршак Петросович Камсаракан (1851 г.р.) был генерал-майором русской царской армии, участвовал в Русско-Турецкой войне и был представлен к многочисленным наградам.

## Культурное наследие

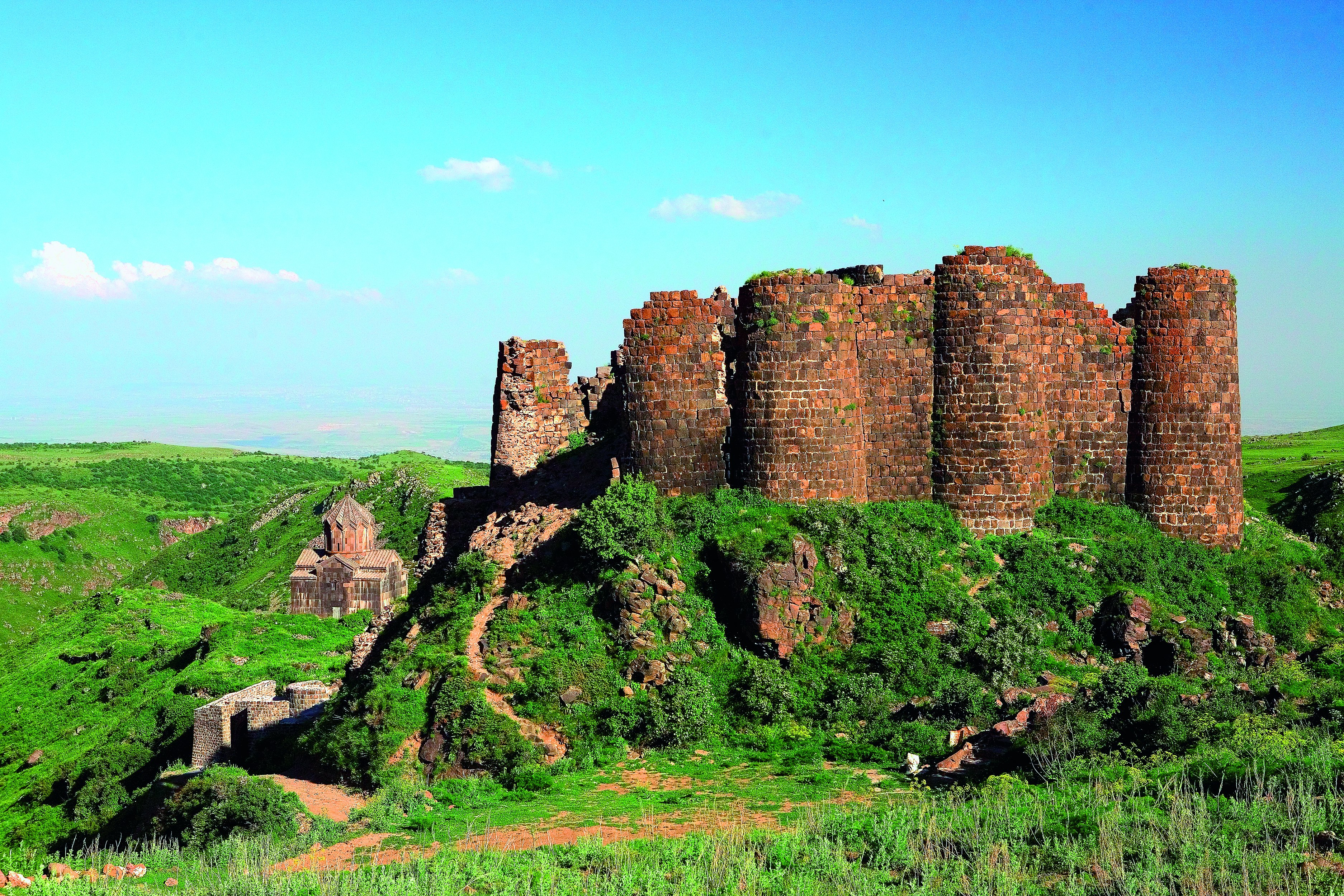
Замок Амберд

Культурно Камсараканы, Пахлавуни и Мхаргрдзели, сделали большой вклад в развитие армянской архитектуры, возводя великолепные церкви и замки:
- Церковь Св. Григория построенная в X веке Абугамром I Пахлавуни (Abughamr I Pahlavuni)
- Город Ани, которым правили князья Камсараканы, был известен как город 1001 церкви.
- В Талине, который в V—VII вв. он был центром армянского княжества, есть Малая церковь и Большой храм, которые были построены князем Нерсэхом Камсараканом во II пол. VII в. В 1840 г. купол и 2 стены замка были разрушены землетрясением, а рельефы из храма до сих пор хранятся в Ереванском историческом музее.
- Замок Амберд, (арм. Ամբերդ), был построен князьями Камсараканами в VII в. на склоне горы Арагац.

Потомки княжеского рода Камсаракан живут в Армении, Грузии, России, Украине, Франции и США и по сей день.